# Municipios de Alemania
Los municipios (en alemán Gemeinden, traducida con más precisión como "comunidades") son el nivel más bajo de la división territorial oficial en Alemania, estando comúnmente por detrás de los lander (estado), kreis (distrito) y samtgemeinde (colectividad). Los gemeinde que son el nivel administrativo y territorial más bajo en esos estados también incluyen regierungsbezirke (singular: regierungsbezirk) como una división territorial intermedia. Solo 10 municipios en Alemania tienen subdivisiones administrativas de quinto nivel y todos ellos están en Baviera. Los niveles más altos de autonomía lo poseen aquellos gemeinden que no son parte de un kreis; estos se conocen coloquialmente como kreisfreie städte o stadtkreise, a veces traducidos como "ciudad-distrito". Este caso puede darse incluso en municipios pequeños. Sin embargo, muchos municipios más pequeños han perdido esta distinción en varias reformas administrativas en los últimos 40 años, cuando fueron incorporados en algún kreis, si bien en algunos estados conservaron una autonomía más alta que los demás municipios del kreis (denominados Große Kreisstadt). Los municipios denominados «stadt» (pueblo o ciudad) son municipios urbanos, mientras que aquellos que solo tienen de nombre «gemeinde» se clasifican como rurales.

## Información general
El municipio más poblado de Alemania es la ciudad de Berlín, y el menos poblado es Wiedenborstel (8 habitantes en 2010), en Schleswig-Holstein. Las ciudades de Aquisgrán y Saarbrücken tienen un estatus especial, por lo que los números de los respectivos estados de Renania del Norte-Westfalia y el Sarre aparecen entre paréntesis en la siguiente tabla.

## Municipios por estado federal
Datos hasta el 1 de agosto de 2009. Entre paréntesis, el número de ciudades incluyendo las dos con estatuto especial: Aquisgrán en Renania del Norte-Westfalia y Sarrebruck en Sarre.
| Estado federal                    | Municipios | Municipios con estatuto de ciudad | Promedio de habitantes | Área promedio (km²) |
| --------------------------------- | ---------- | --------------------------------- | ---------------------- | ------------------- |
| Baden-Wurtemberg                  | 1 101      | 9                                 | 9,764                  | 32.41               |
| Baja Sajonia                      | 1 022      | 9                                 | 7,800                  | 45.25               |
| Baviera                           | 2 056      | 25                                | 6,090                  | 33.03               |
| Berlín                            | 1          | 1                                 | 3,416,255              | 891.02              |
| Brandeburgo                       | 419        | 4                                 | 6,052                  | 70.36               |
| Bremen                            | 2          | 2                                 | 331,541                | 202.14              |
| Hamburgo                          | 1          | 1                                 | 1,770,629              | 755.16              |
| Hesse                             | 426        | 5                                 | 14,255                 | 48.80               |
| Mecklemburgo-Pomerania Occidental | 818        | 2                                 | 2,053                  | 28.34               |
| Renania del Norte-Westfalia       | 236        | 22 (23)                           | 45,446                 | 86.08               |
| Renania-Palatinado                | 2 306      | 12                                | 1,754                  | 8.61                |
| Sarre                             | 52         | (1)                               | 19,935                 | 49.40               |
| Sajonia                           | 491        | 3                                 | 8,595                  | 37.51               |
| Sajonia-Anhalt                    | 851        | 3                                 | 2,835                  | 24.03               |
| Schleswig-Holstein                | 1 116      | 4                                 | 2,542                  | 14.07               |
| Turingia                          | 955        | 6                                 | 2,397                  | 16.93               |
| Alemania                          | 12,013     | 108 (110)                         | 6,844                  | 29.35               |